# Södermanlandsäpple
Södermanlandsäpple es el nombre de una variedad cultivar de manzano (Malus domestica). 
Un híbrido de manzana originaria de Suecia. Las frutas tienen un sabor jugoso. Esta variedad tiene cierta resistencia a la sarna del manzano y al mildiu. Tolera la zona de rusticidad delimitada por el departamento USDA, de nivel 1 a 4.

## Historia
'Södermanlandsäpple' (manzana de Södermanland ) es una variedad de manzana oriunda de Suecia, que obtuvo su nombre de la zona de  Södermanland de donde es oriunda.
Está incluida en la relación de Görel Kristina Näslund - "100 älskade äpplen"-(100 manzanas favoritas de Suecia).

## Características

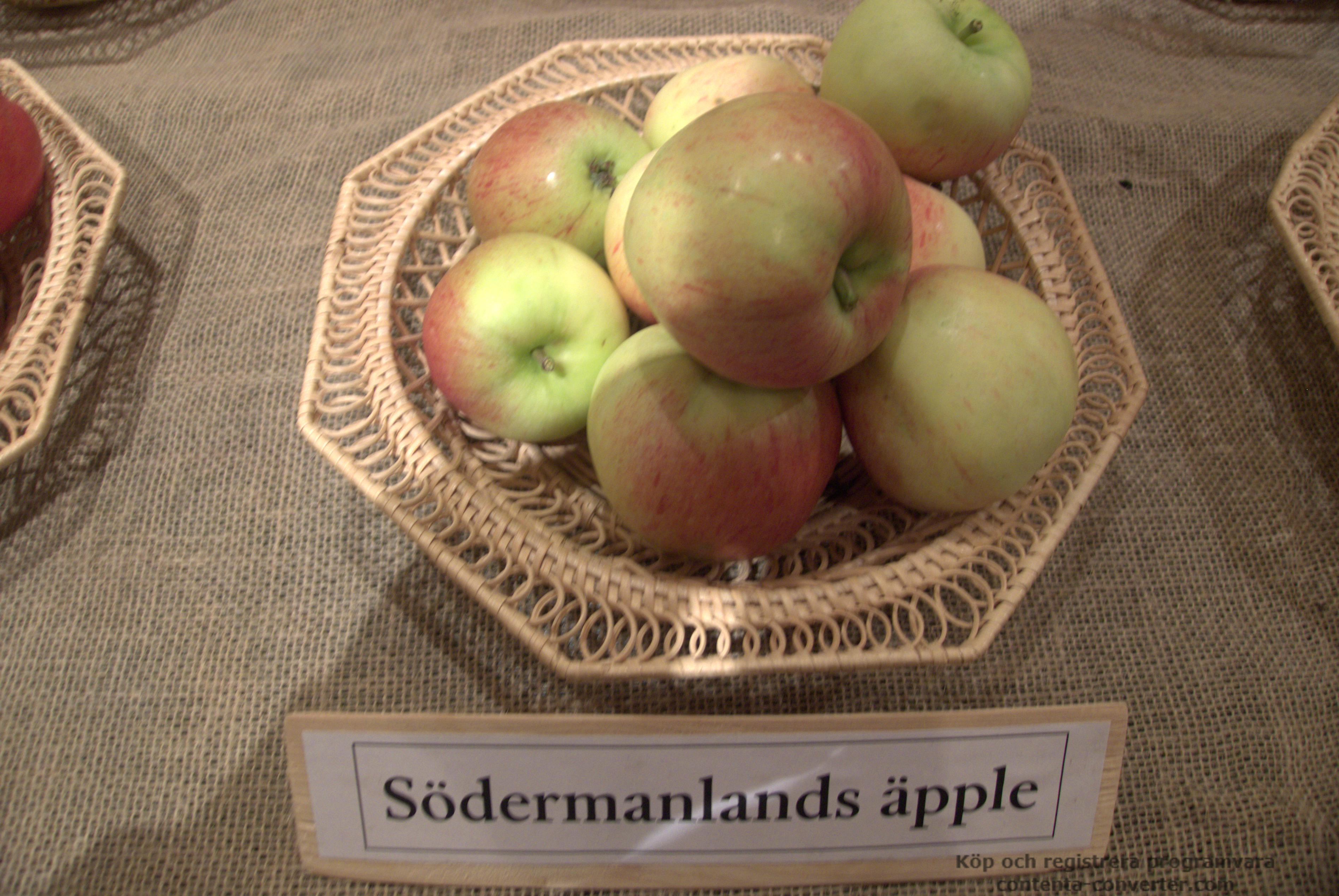
La manzana Södermanlands.

'Södermanlandsäpple' es un árbol de un vigor medio. Tiene un tiempo de floración que comienza a partir del 2 de mayo con el 10% de floración, para el 6 de mayo tiene una floración completa (80%), y para el 16 de mayo tiene un 90% caída de pétalos.
'Södermanlandsäpple' tiene una talla de fruto de mediano a grande; forma cónica, de contorno no uniforme; con nervaduras de débiles a medias, y corona débil;epidermis tiende a ser suave con color de fondo es verde amarillento, con un sobre color lavado de rojo en la cara expuesta al sol, importancia del sobre color medio (25-35%), y patrón del sobre color rayado / chapa, con rayas algo más oscuras discontinuas, presenta lenticelas de tamaño medio pardas, ruginoso-"russeting" (pardeamiento áspero superficial que presentan algunas variedades) bajo; cáliz es pequeño y cerrado, asentado en una cuenca estrecha y poco profunda, con ligeros plisamientos en la pared; pedúnculo es medio y de calibre medio, colocado en una cavidad poco profunda y estrecha, con escaso ruginoso-"russeting" en las paredes; carne de color blanco amarillento, textura es jugosa y suelta.
Su tiempo de recogida de cosecha se inicia a finales de septiembre. Madura en diciembre y se mantiene bien durante unos tres meses.

## Usos
Una excelente manzana para comer fresca en postre de mesa, aunque también se utiliza en preparaciones culinarias.

## Ploidismo
Diploide, polen auto estéril. Para su polinización necesita variedad de manzana con polen compatible.

## Susceptibilidades
Presenta cierta resistencia a la sarna del manzano y al mildiu.